# Tonacatepeque
Tonacatepeque est une municipalité du Salvador située dans le département du même nom au nord-est de la capitale San Salvador.
La ville est à une altitude de 600 m environ. La population y était de 90 896 habitants en 2007.
Elle fait partie des quatorze municipalités qui constituent l'Aire Métropolitaine de San Salvador, principale conurbation  urbaine du Salvador.